# Bünzen
Bünzen es una comuna suiza del cantón de Argovia, ubicada en el distrito de Muri. Limita al noreste con la comuna de Bremgarten, al este con Besenbüren, al sur y oeste con Boswil, y al noroeste con Waltenschwil.

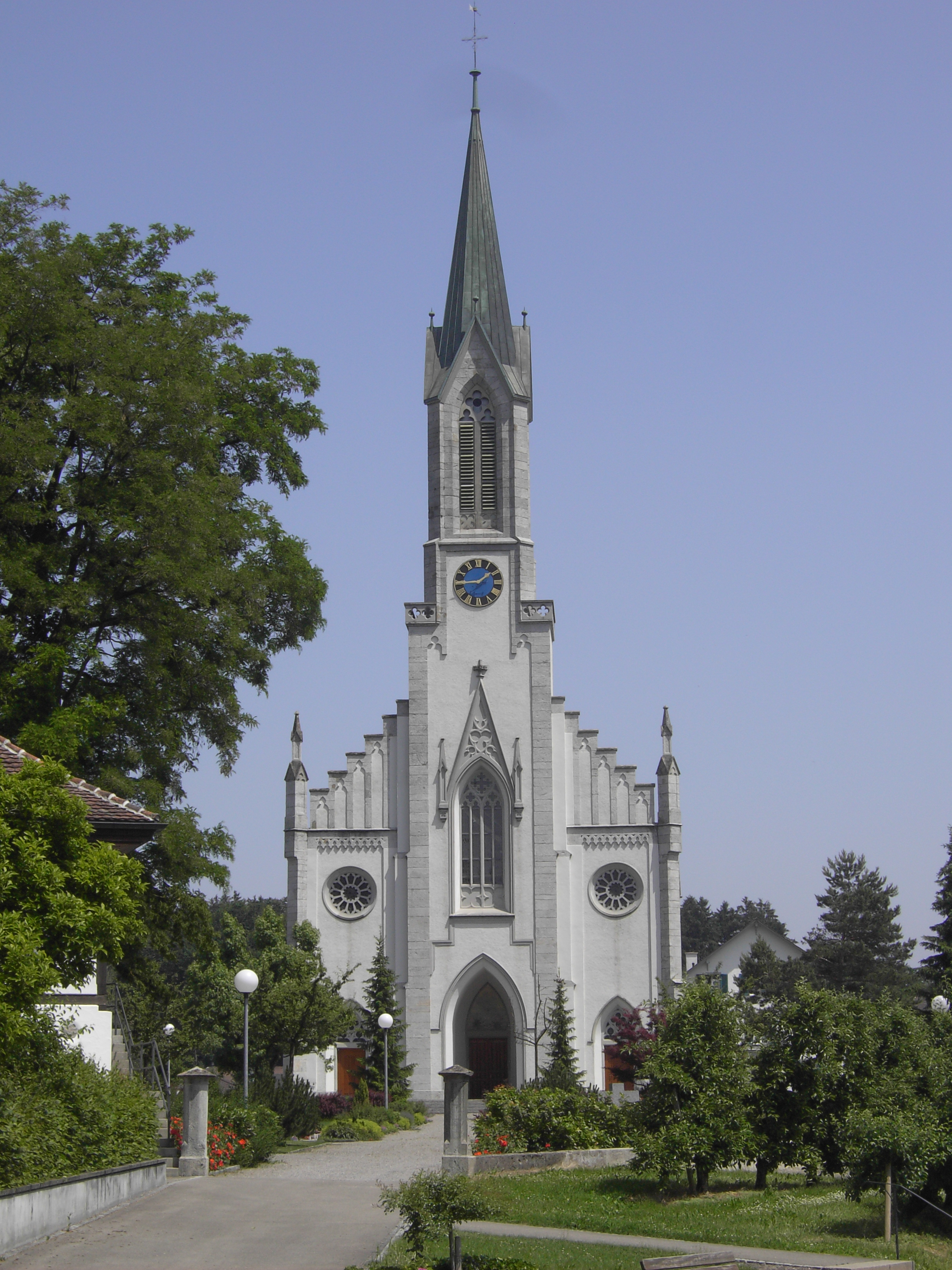
Iglesia de Bünzen.

## Transporte
Ferrocarril
Cuenta con una estación ferroviaria en la que efectúan parada trenes de cercanías pertenecientes a la red S-Bahn Argovia.